# 未解決的問題
未解決的問題也稱為開放問題（open problem），是科學和數學等領域的名詞，是指一個可以準確敘述的已知問題，一般認為會有客觀可驗證的解答，但還沒有找到解答。
在科學史上，有些曾經提出的未解決問題，後來發現其問題並不明確（well-defined），因此就不成立。
在數學上，有許多未解決問題是和問題是否有明確定義，或是問題是否一致有關。
在數學界有二個著名的未解決問題，後來在二十世紀末被研究者找到解答，分別是費馬最後定理和四色定理，在二十一世紀解出了另一個重要的數學問題，是龐加萊猜想。但數學界仍有許多的未解問題，例如黎曼猜想及哥德巴赫猜想。
在科學領域也有許多的未解問題，例如在生物化學界，最重要的未解問題就是蛋白質結構預測問題，也就是要設法從蛋白質的組成來預測其結構。

## 外部連結
- Kennedy, Donald; Norman, Colin, , Science, 2005, 309 (5731): 75, PMID 15994521, doi:10.1126/science.309.5731.75 []
- , Science, July 2005, 309 (5731): 78–102, PMID 15994524, doi:10.1126/science.309.5731.78b
- Open Problem Garden （页面存档备份，存于） The collection of open problems in mathematics build on the principle of user editable ("wiki") site